# Kanton Mayet
Kanton Mayet is een voormalig kanton van het Franse departement Sarthe. Kanton Mayet maakte deel uit van het arrondissement La Flèche en telde 8340 inwoners (1999). Het werd opgeheven bij decreet van 24 februari 2014 met uitwerking op 22 maart 2015. De gemeenten werden opgenomen in het kanton Le Lude, met uitzondering van de gemeente Lavernat die werd toegevoegd aan het kanton Montval-sur-Loir

## Gemeenten
Het kanton Mayet omvatte de volgende gemeenten:
- Aubigné-Racan
- Coulongé
- Lavernat
- Mayet (hoofdplaats)
- Sarcé
- Vaas
- Verneil-le-Chétif